# Francesco Venier
Francesco Venier (Venezia, 1489 – Venezia, 2 giugno 1556) è stato un politico italiano, 81º doge della Repubblica di Venezia dall'11 giugno 1554 fino alla sua morte.

## Biografia

### Infanzia ed educazione
Nacque dai patrizi Venier "di Sant'Agnese", figlio di Giovanni e Maria Loredan (che morì quando lui aveva appena otto anni). Il nonno materno era Leonardo Loredan, doge dal 1501 al 1521.
In gioventù viaggiò in Europa dedicandosi ai commerci, benché fosse di salute cagionevole: sappiamo che nel 1510 si trovava a Londra, dopo aver attraversato la Savoia e la Francia.

### Carriera politica
Da questa attività poté ricavare un sostanzioso patrimonio, tant'è vero che nel 1515 (dopo essere stato savio agli Ordini nel primo semestre 1514) concesse più volte prestiti allo Stato, gravato dalla lunga guerra della Lega di Cambrai. Grazie all'esperienza accumulata fu inoltre chiamato a ricoprire magistrature di ambito economico e finanziario: fu eletto ufficiale alla camera degli Imprestidi (1515), savio alle Decime (1516), savio sulla riforma delle Decime per attuare la riscossione dei crediti (1517).
Nel 1522 divenne provveditore di Comun, quindi fu nuovamente savio alle Decime nel 1526 e nel 1528 savio di Terraferma. In questa veste, fu coinvolto nella guerra della Lega di Cognac e, dopo aver proposto un prestito di centomila ducati in favore dello Stato, il 22 luglio, alla presenza del doge, passò in rassegna la cavalleria dalmata da inviare in Puglia in aiuto dei Francesi.
Il 29 aprile 1529, con altri, offrì un nuovo prestito allo Stato. Il 29 luglio fu eletto savio alla Mercanzia, ma si dimise già il 29 settembre per accettare nuovamente la carica di savio di Terraferma. Durante questo mandato, come riferito da Marino Sanudo, dimostrò la sua opposizione nei confronti di Carlo V, scontrandosi con chi intendeva restituire Cervia e Ravenna al Papato e sostenendo il rivoltoso tirolese Michael Gaismair.
Nel 1530 fu eletto savio agli Atti e, alla fine dello stesso anno, fu nominato podestà di Brescia; vi giunse nel maggio 1531, ricoprendo, nel periodo intercorso, la carica di savio di Terraferma. Durante questo mandato si occupò di riferire al governo della situazione politica nel limitrofo Ducato di Milano, dove gli spagnoli all'ordine di Alfonso d'Avalos spadroneggiavano senza che il duca Francesco II Sforza riuscisse a porvi rimedio. Tornato in laguna, fu ancora savio di Terraferma per il secondo semestre 1533.
Mancata l'elezione a podestà di Padova, il 22 marzo 1534 divenne luogotenente del Friuli, dove rimase un anno e mezzo. Tornato a Venezia, fu savio alle Leggi (1535) e membro del Consiglio dei dieci (1537), carica che dovette interrompere per tornare al saviato di Terraferma, a sua volta concluso prima del termine per divenire, il 10 giugno, podestà di Padova.
In questo stesso anno presentò una dichiarazione dei redditi: benché vivesse in affitto, era un uomo molto ricco, proprietario di numerosi terreni a Piove di Sacco.
Nell'ottobre 1539 tornò nel Consiglio dei dieci e nel 1541 di nuovo al saviato di Terraferma. Ancora Consigliere dei dieci il 20 agosto 1542, appena un mese dopo fu eletto ambasciatore a Roma. Di questo mandato abbiamo poche notizie, poiché la relazione non ci è pervenuta e anche la serie dei dispacci risulta incompleta. In ogni caso, durante il suo soggiorno non si verificarono eventi rilevanti e si limitò a riferire la preoccupazioni di Paolo III riguardo allo scisma protestante, con l'impossibilità di convocare un Concilio a causa delle continue guerre.
Tornato a Venezia, ricoprì vari altri incarichi: consigliere dei dieci, consigliere ducale per Santa Croce (1545), savio del Consiglio (1546, 1547, 1548, 1549), membro della zonta del Consiglio dei dieci (1546), nuovamente dei Dieci (1547 e 1549) e ancora Consigliere ducale (1550 e 1552). Il 13 aprile 1550 fu nominato podestà di Verona, ma di questo mandato non abbiamo notizie, mancando la relazione. Nel 1553 fu correttore alla Promissione ducale e fu uno dei quarantuno che elessero il doge Marcantonio Trevisan. Nello stesso anno fu savio sulla fabbrica del palazzo ducale, membro del Consiglio dei dieci, savio del Consiglio.

### Dogato

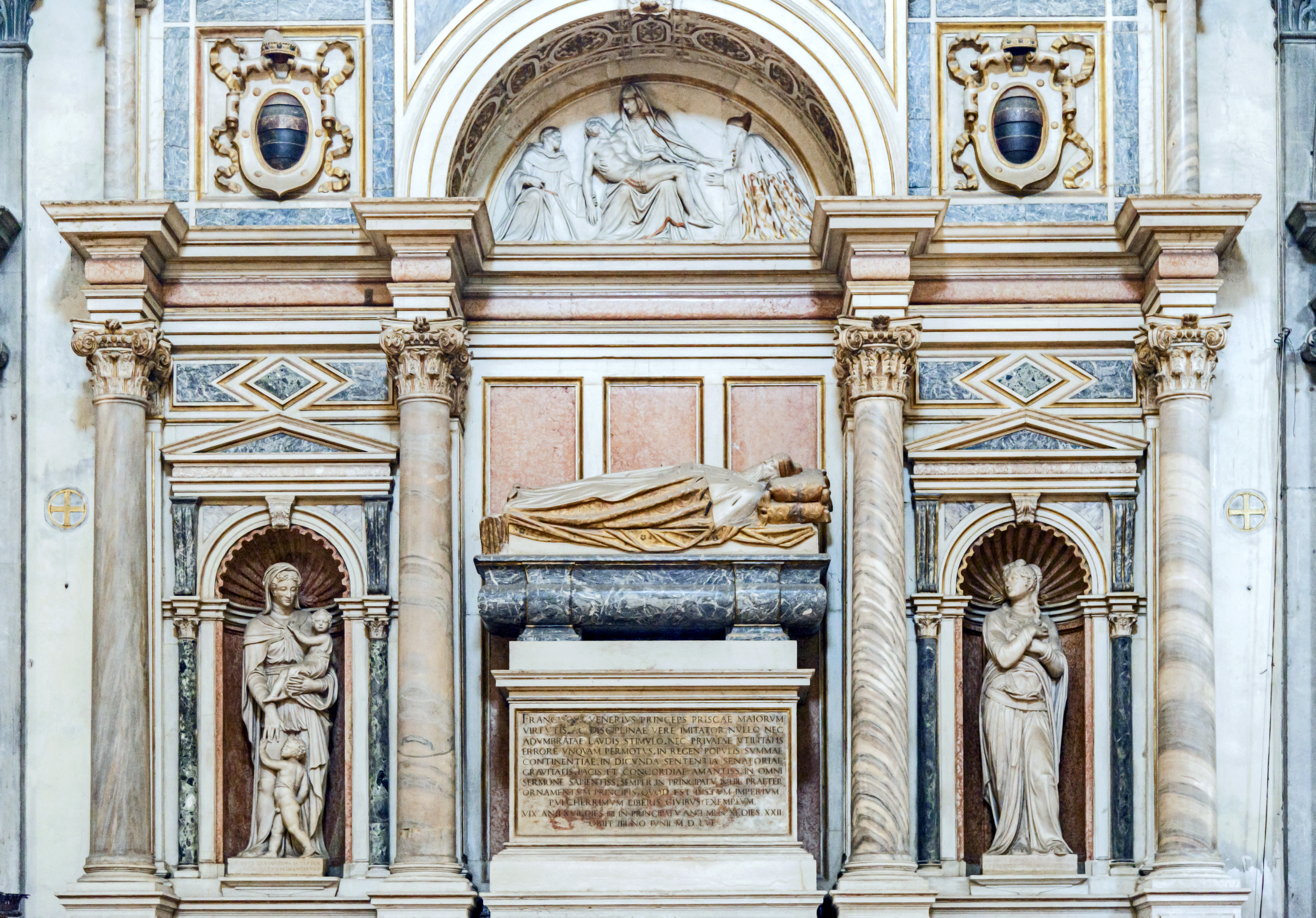
Monumento funebre di Venier nella chiesa di San Salvador

Fu eletto doge l'11 giugno 1554. La scelta stupisce: era in cattive condizioni di salute (speso ammalato, doveva camminare sorretto da due persone), inoltre aveva una scarsa esperienza in politica estera; probabilmente, l'elettorato vedeva in Venier una figura rappresentativa del fortunato momento - economico, politico e culturale - che la Serenissima stava attraversando. Ecco perché alla sua morte, avvenuta solo due anni dopo, gli vennero dedicate rilevanti opere d'arte; tra queste, il monumento funebre nella chiesa di San Salvador, progettato da Jacopo Sansovino e completato dalla statua di Alessandro Vittoria, e il quadro votivo di Palma il Giovane collocato nella sala del Senato.
Celibe, lasciò le proprie sostanze al fratello Pietro, che aveva assicurato la continuità del casato sposando Elisabetta Da Lezze.